# Iakobi Kadżaia
Iakobi Kadżaia (gruz. იაკობ ქაჯაია ;ur. 28 września 1993) – gruziński zapaśnik walczący w stylu klasycznym. Srebrny medalista olimpijski z Tokio 2020 w kategorii 130 kg i siódmy z Rio de Janeiro 2016 w kategorii 130 kg.
Brązowy medalista mistrzostw świata w 2019 i 2021. Piąty zawodnik igrzysk europejskich w 2015. Srebrny medalista mistrzostw Europy w 2019 i 2021; brązowy w 2018 i 2023. Mistrz Europy juniorów w 2013 i U-23 w 2016 i trzeci na MŚ juniorów w 2012 roku.
Po dyskwalifikacji Kiryła Hryszczanki otrzymał złoty medal igrzysk europejskich w 2019 roku.